# 莫斯巴赫河 (伍珀河支流)
51°9′56″N 7°8′10″E / 51.16556°N 7.13611°E

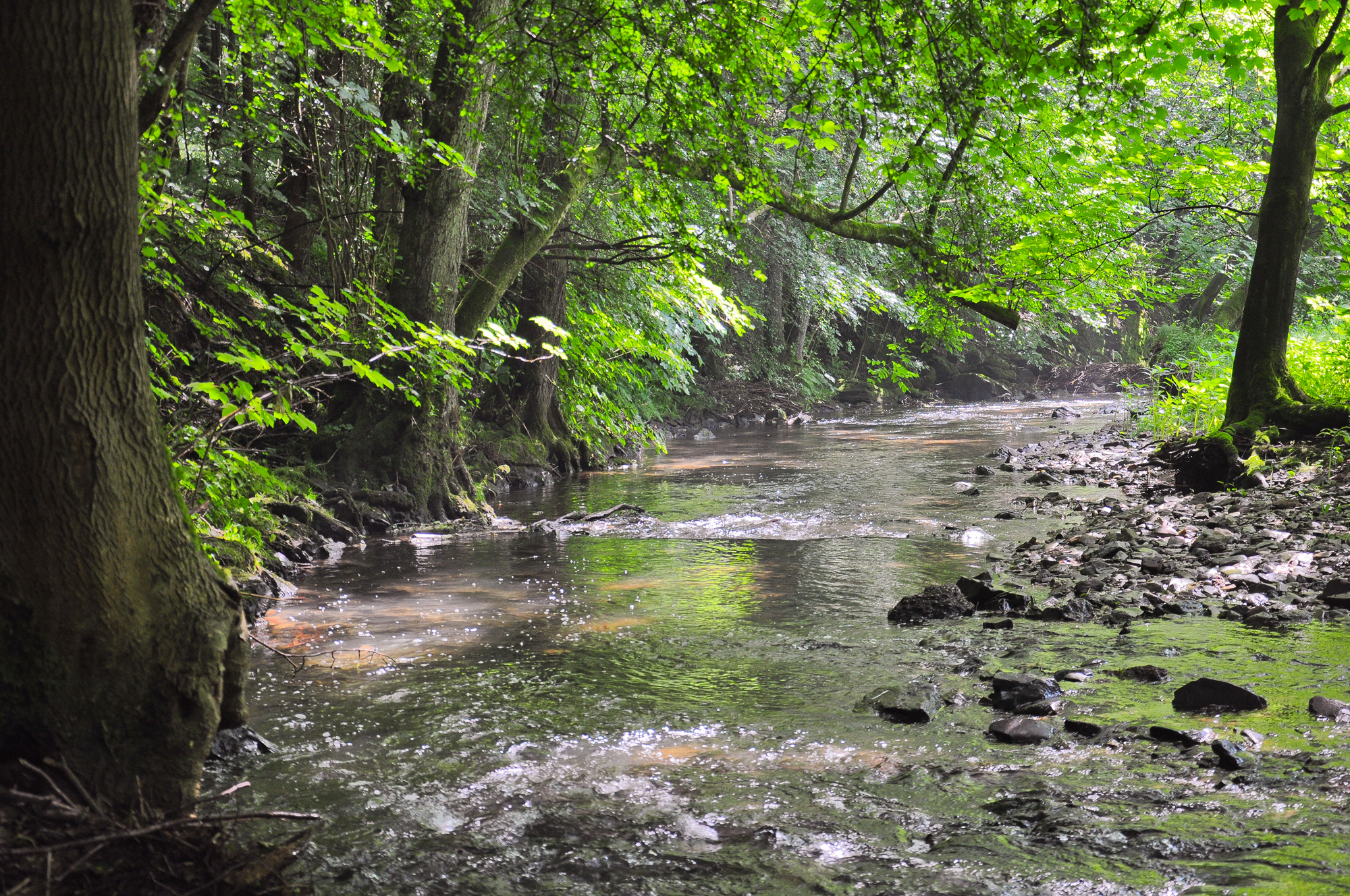

莫斯巴赫河（德語：Morsbach），是德國的河流，位於該國西部，流經北萊茵-威斯特法倫州，屬於伍珀河的支流，河道全長15.2公里，流域面積47.3平方公里。